# Alchemilla kvarkushensis
Alchemilla kvarkushensis är en rosväxtart som beskrevs av Sergei Vasilievich Juzepczuk. Alchemilla kvarkushensis ingår i släktet daggkåpor, och familjen rosväxter. Inga underarter finns listade i Catalogue of Life.